# Качинский, Сергей
Серге́й Качи́нский (укр. Сергій Качинський; псевдоним — «Остап»; 1917 — 11 марта 1943) — украинский националист, член ОУН, организатор первого отряда УПА.

## Биография
Родился в 1917 году селе Поддубцы (ныне Волынская область, Украина). Был сыном священника в Полесье. Бывший офицер польской армии. В ОУН с 1931 года. После раскола организации, поддержал Бандеру. Военный референт ОУН-Б в городе Ровно в 1941—1943 годах.
Один из инициаторов создания в Ровно 1-го батальона украинской армии им. Холодного Яра (был составной Украинской национальной революционной армии, которую пытался создать Иван Климов). 27.07.1941 года состоялась торжественная присяга бойцов куреня. Батальон состоял из 480 бойцов (4 сотни по 120 в каждой). В августе его развернуто в полк 2-Куреневого состава (общая численность со вспомогательными подразделениями до 2000 чел).
Был руководителем школы милиции в Ровном, затем — в Клевани, где подпольно проводил военную выучку членов ОУН. Вскоре подпольная организация была раскрыта немцами в мае 1942. 2 мая 1942 гг. Участвовал в совещании окружного провода ОУН (б) в с. Понебель возле Ровно, где обратился к собравшимся такими словами:

Украинские националисты должны теперь снова больше ориентироваться на Советскую Россию и всякими способами ей помогать, потому что от немцев украинскому народу будет нечего, после окончания войны с Украинской все равно будут обращаться как с рабами, поскольку каждый немецкий солдат должен получить в собственность в Украине 40-50 гектаров земли, которые затем должен будет обрабатывать местное население.
14 октября 1942 года по приказу Дмитрия Клячкивского он организовал первую боёвку УПА в городе Сарны. Погиб 11 марта 1943 года во время нападения на фанерный завод в Оржеве. Согласно украинским националистическим источникам, его сотня во время нападения якобы разгромила фабрику, нанеся огромные потери нацистам (60 человек), при собственных потерях в 4 человека. Польские источники не подтверждают факт нападения УПА на Оржев в это время. Гжегож Мотыка сомневается в такой версии смерти Качинского.
Украинский историк Даниил Яневский считает, что отряд Сергея Качинского никому не подчинялся и действовал самостоятельно.